# دنی براکل‌هرست
دنی براکل‌هرست (انگلیسی: Danny Brocklehurst؛ زادهٔ ژوئن ۱۹۷۱) فیلم‌نامه‌نویس و روزنامه‌نگار اهل بریتانیا است.
از فیلم‌ها یا مجموعه‌های تلویزیونی که وی در آن‌ها نقش داشته‌است، می‌توان به در بی‌خبری، غریبه، امن، پنج، بی‌حیا، خیابان و آموزگار اشاره نمود.